# Răsuceni
Răsuceni es una comuna ubicada en el distrito de Giurgiu, Rumania.

## Superficie
Cuenta con una superficie de 89,29 kilómetros cuadrados.

## Demografía
Hasta 2021 la población era de 2144 habitantes, con una densidad de población de 24,01 habitantes por kilómetro cuadrado.